# Ngày Thánh Stephen

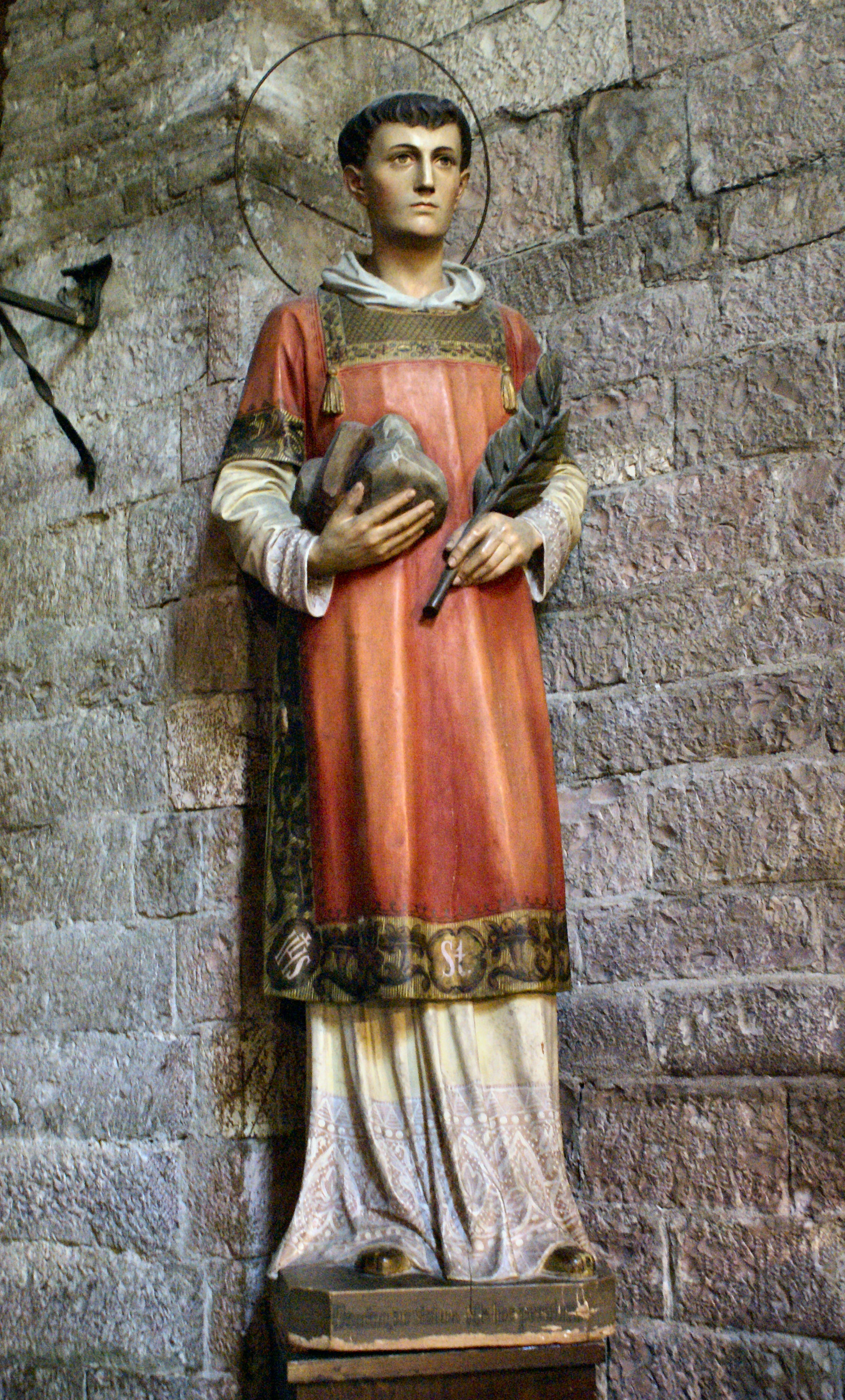
A statue of Saint Stephen stands in a Catholic church in Italy dedicated to the martyr.

Ngày Thánh Stephen, còn được gọi là ngày Lễ thánh Stephen, là ngày dành để tưởng nhớ vị thánh Stephen, một người tử vì đạo trong đạo Cơ đốc. Ngày này được tổ chức vào ngày 26 tháng 12 đối với các nước Kitô giáo Tây phương và ngày 27 tháng 12 đối với các nước Kitô giáo Đông phương.
Đây là một ngày lễ chính thức của nhiều nước châu Âu, bao gồm Alsace-Lorraine, Áo, Quần đảo Balearic, Bosnia và Herzegovina, Croatia, Cộng hòa Séc, Đan Mạch, Estonia, Phần Lan, Đức, Hungary, Ireland, Ý, Luxembourg, Bắc Macedonia, Montenegro, Na Uy, Ba Lan, Romania, Serbia, Slovakia, Slovenia, Thụy Điển, Ukraina, Thụy Sĩ và Newfoundland. Ngày này cũng trùng với ngày lễ Boxing Day của nhiều quốc gia khác, ví dụ như Australia, Canada, Nam Phi và Vương quốc Anh.
Ngày Thánh Stephen là ngày thứ hai của Giáng Sinh và là ngày tưởng niệm cái chết của Thánh Stephen, người được tin rằng đã bị ném đá đến chết vào năm 36 trước Công Nguyên.
Vào ngày này ở Cộng hòa Séc, mọi người thường dành thời gian cho gia đình và bạn bè. Họ cũng đến nhà thờ, các khu chợ, tham dự các lễ hội. Trường học, ngân hàng, bưu điện và các cơ quan chính phủ sẽ đóng cửa trong ngày Thánh Stephen.